# Amant Angar
Pour les articles homonymes, voir Angar (homonymie).
Amant Angar, né le 25 juillet 1789 à Paris et décédé le 11 octobre 1850 à Louhans (Saône-et-Loire), est un maitre de forges et homme politique français. Il est député de la Haute-Saône de 1848 à 1849, siégeant avec les républicains modérés.

## Sources
- « Amant Angar », dans Adolphe Robert et Gaston Cougny, Dictionnaire des parlementaires français, Edgar Bourloton, 1889-1891 [détail de l’édition]